# Skalártér

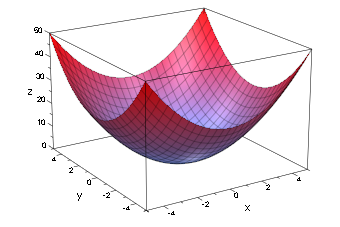
A P(x, y) ↦ x²+y² függvénnyel megadott skalármező ábrázolása

A fizikában a skalártér, más néven skalármező egy-egy skalármennyiséget rendel a tér minden pontjához (ld. függvény). Ha a skalármennyiség nem valódi skalár, hanem pszeudoskalár, akkor a teret pszeudoskalártérnek nevezzük. A tér lehet a szokásos euklideszi tér (másképpen hármastér), de Minkowski-tér (a fizikában másképpen ez a négyestér) is. Például minden ponthoz hozzárendelik az ottani hőmérséklet értékét. A skalármezők a vektoranalízisben is fontosak.

## Definíció
Ha a φ(P) függvény a tér vagy egy térrész minden pontjához egy számot (skalárt) rendel, akkor φ(P) skalármező. Matematikai szempontból a skalármező értelmezési tartománya vektortér, vagy annak egy része, de a fizikai alkalmazásokban nem foglalkoznak ezzel.
{\displaystyle P\in \mathbb {R} ^{n}}
{\displaystyle \varphi :\ \mathbb {R} ^{n}\rightarrow \mathbb {R} }
{\displaystyle P\mapsto \varphi (P)}
Speciálisan n = 2-re:
{\displaystyle P=(x,y)}
{\displaystyle \varphi :\ \mathbb {R} ^{2}\rightarrow \mathbb {R} }
{\displaystyle P\mapsto \varphi (P)=\varphi (x,y)}
Speciálisan n = 3-ra:
{\displaystyle P=(x,y,z)}
{\displaystyle \varphi :\ \mathbb {R} ^{3}\rightarrow \mathbb {R} }
{\displaystyle P\mapsto \varphi (P)=\varphi (x,y,z)}

## Fizikai példák skalártérre
- A klasszikus fizikában a potenciálmezők (például gravitációs potenciál), kivéve az időtől is függő potenciálokat.
- További klasszikus fizikai példák a légnyomás, a hőmérséklet, vagy a sűrűség.
- A kvantumtérelmélet a nulla spinű részecskékhez skalárteret rendel.
  - A standard modell Higgs-bozonját skalártér írja le.

## Szintfelületek

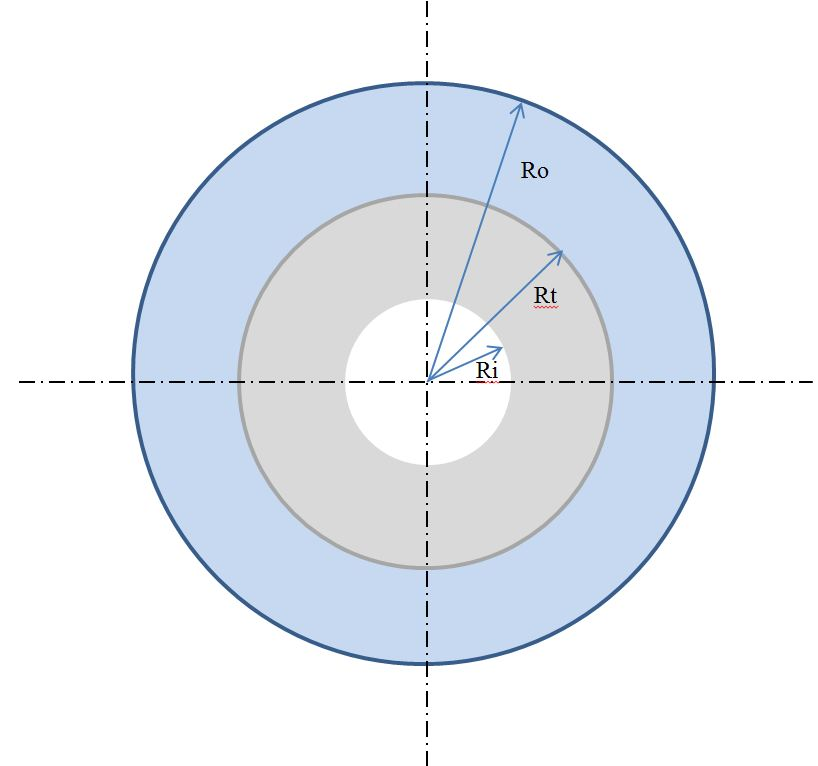
A P(x, y) ↦ x²+y² függvénnyel megadott skalármező szintvonalai koncentrikus körök

A szintfelületek (nívóhalmazok) azoknak a pontoknak a halmaza, ahol a skalármező értéke állandó. Síkon ({\displaystyle \mathbb {R} ^{2}}) értelmezett skalármező esetén inkább szintvonalakról (nívóvonalakról) beszélnek. A skalármező értelmezési tartományának minden pontján áthalad egy, és csak egy szintfelület. A szintfelületek merőlegesen metszenek minden rajtuk áthaladó felületi görbét.
Példák:
- A meteorológiában az izoterma az azonos hőmérsékletű, az izobár az azonos légnyomású pontokat összekötő görbe.
- A mikroökonómiában egy U hasznossági függvény esetén az azonos hasznosságú jószágkosarakat leíró pontokat összekötő görbét közömbösségi görbéknek hívjuk.
- A térképészetben az azonos tengerszint feletti magasságú pontokat összekötő görbék a szintvonalak.

## Operátorok
A skalártérre a következő differenciáloperátorok alkalmazhatók:
- Irány menti derivált
- Gradiens

## Integrál
A skalármezőnek felületi integrálja van. Ez az integrál így számítható:
{\displaystyle \int _{S}\phi dS=\int \int _{T}\phi (r(u,v))|r_{u}\times r_{v}|dudv}
ahol φ a skalármező és S a felület.

## Green-formula
A skalármezők a Green-formulában is megjelennek.
S egyszerű zárt felület, kifelé irányított normálvektorral. Jelölje V az S által körülzárt térrészt, és legyenek a φ, ψ vektormezők kétszer folytonosan differenciálhatók! Ekkor
{\displaystyle \int \int _{S}(\phi \mathrm {grad} \psi -\psi \mathrm {grad} \phi )dS=\int _{V}(\phi \triangle \psi -\psi \triangle \phi )dV}
ahol {\displaystyle \triangle } a Laplace-operátor.

## Más típusú terek
- vektormező (és axiálvektor-mező)
- tenzormező (és pszeudotenzor-mező)